# Ланарк
Ланарк (англ. Lanark, шотл. гел. Lannraig, шотл. Lanrik) — маленьке місто в так званому «центральному поясі» Шотландії, у графстві Південний Ланаркшир. Вважається, що назва походить від кумбрійського слова Lanerc, що означає «чисте місце, галявина».
На околиці міста розташовано великий сучасний ринок-аукціон живої худоби.
В 2,2 км від міста Ланарк розташовано селище Нью-Ланарк, що включено до Світової спадщини ЮНЕСКО.

## Історія
Ланарк був головним містом колишнього графства Ланаркшир, хоча протягом багатьох років Гамільтон був головним містом, до формування Стратклайда.
Ланарк служив як важливе торгове місто з часів середньовіччя. В 1140 році цар Давид І зробив його Королівським Бургом (містом з самоврядуванням), надавши йому певні меркантильні привілеї, пов'язані з урядом та оподаткуванням. Король Давид І зрозумів, що зростаюче процвітання може привести до заохочення торгівлі. Він вирішив створити мережу нових селищ по всій Шотландії. Вони були б центрами норманської цивілізації значною мірою у кельтській країні, і були б створені таким чином, щоб стимулювати розвиток торгівлі в межах цієї області. Ці нові міста повинні були бути відомі як Бурги.
Коли розташування було обране для нового міста, королівські геодезисти виклали область для міського ринку. Кожному торговцю, який прийшов в місто, було надано земельну ділянку (зазвичай без орендної плати протягом перших кількох років), що межувала з ринком. Ці ділянки були відомі як «feus» або «rigs». Всі ділянки в Бурзі були однакового розміру, при тому, що розмір відрізнявся в різних бургах. Розмітку ділянок в Ланарці можна було легко побачити між північною стороною Головної вулиці Ланарка (колишнє місце ринку) і North Vennel, провулок, який пролягає позаду ділянок.

## Знаменитості
Нині покійний легендарний автогонщик, чемпіон світу з ралі Колін МакРей є гордістю Шотландії — народився в місті Ланарк 5серпня 1968 року та за збігом обставин трагічно загинув в авіакатастрофі зі своїм сином на його території 15 вересня 2007 року.